# Félix (biskup Byzantionu)
Félix (řecky: Φήλιξ; † 141) byl biskup Byzantionu.
Byl nástupcem biskupa Eleutheria. Jeho episkopát trval od roku 136 do roku 141 za vlády císařů Hadriána a Antonina Pia.
Zemřel roku 141 a byl pohřben v jeskyni kde svatý Ondřej založil oltář.